# Campionati mondiali di nuoto in vasca corta 2004
I campionati mondiali di nuoto in vasca corta 2004 si sono svolti dal 7 all'11 ottobre 2004 presso la Conseco Fieldhouse di Indianapolis negli Stati Uniti d'America. Sono stati la settima edizione della competizione.

## Podi

### Uomini
| Evento                       | Oro                                                                | Tempo    | Argento                                                               | Tempo    | Bronzo                                                                  | Tempo    |
| Stile libero                 |                                                                    |          |                                                                       |          |                                                                         |          |
| 50 m (09.10)                 | Mark Foster Regno Unito                                            | 21,58    | Stefan Nystrand Svezia                                                | 21,66    | Nick Brunelli Stati Uniti Nicholas Santos Brasile                       | 21,71    |
| 100 m (11.10)                | Jason Lezak Stati Uniti                                            | 47,97    | Salim Iles Algeria                                                    | 48,07    | Rick Say Canada                                                         | 48,38    |
| 200 m (07.10)                | Michael Phelps Stati Uniti                                         | 1:43,59  | Richard Say Canada                                                    | 1:44,39  | Ryan Lochte Stati Uniti                                                 | 1:44,97  |
| 400 m (09.10)                | Yuri Prilukov Russia                                               | 3:40,79  | Chad Carvin Stati Uniti                                               | 3:43,77  | Justin Mortimer Stati Uniti                                             | 3:44,70  |
| 1500 m (11.10)               | Yuri Prilukov Russia                                               | 14:39,16 | Simone Ercoli Italia                                                  | 14:53,89 | Dragoș Coman Romania                                                    | 14:56,74 |
| Dorso                        |                                                                    |          |                                                                       |          |                                                                         |          |
| 50 m (10.10)                 | Thomas Rupprath Germania                                           | 23,51    | Matthew Welsh Australia                                               | 23,60    | Peter Marshall Stati Uniti                                              | 23,93    |
| 100 m (08.10)                | Aaron Peirsol Stati Uniti                                          | 50,72    | Matthew Welsh Australia                                               | 51,04    | Thomas Rupprath Germania                                                | 51,20    |
| 200 m (11.10)                | Aaron Peirsol Stati Uniti                                          | 1:50,52  | Matthew Welsh Australia                                               | 1:52,54  | Arkadi Viachanin Russia                                                 | 1:54,20  |
| Rana                         |                                                                    |          |                                                                       |          |                                                                         |          |
| 50 m (11.10)                 | Brendan Hansen Stati Uniti                                         | 26,86    | Brenton Rickard Australia                                             | 27,09    | Stefan Nystrand Svezia                                                  | 27,28    |
| 100 m (08.10)                | Brendan Hansen Stati Uniti                                         | 58,45    | Brenton Rickard Australia                                             | 58,64    | Vladislav Poliakov Kazakistan                                           | 59,07    |
| 200 m (09.10)                | Brendan Hansen Stati Uniti                                         | 2:04,98  | Brenton Rickard Australia                                             | 2:08,34  | Vladislav Poliakov Kazakistan                                           | 2:08,36  |
| Farfalla                     |                                                                    |          |                                                                       |          |                                                                         |          |
| 50 m (10.10)                 | Ian Crocker Stati Uniti                                            | 22,71    | Mark Foster Regno Unito                                               | 23,22    | Duje Draganja Croazia                                                   | 23,26    |
| 100 m (08.10)                | Ian Crocker Stati Uniti                                            | 50,18    | James Hickman Regno Unito                                             | 51,13    | Peter Mankoč Slovenia                                                   | 51,66    |
| 200 m (11.10)                | James Hickman Regno Unito                                          | 1:53,41  | Ștefan Gherghel Romania                                               | 1:54,06  | Wu Peng Cina                                                            | 1:54,51  |
| Misti                        |                                                                    |          |                                                                       |          |                                                                         |          |
| 100 m (11.10)                | Peter Mankoč Slovenia                                              | 52,66    | Thomas Rupprath Germania                                              | 53,35    | Thiago Pereira Brasile                                                  | 53,75    |
| 200 m (09.10)                | Thiago Pereira Brasile                                             | 1:55,78  | Ryan Lochte Stati Uniti                                               | 1:55,86  | Oussama Mellouli Tunisia                                                | 1:56,23  |
| 400 m (08.10)                | Oussama Mellouli Tunisia                                           | 4:07,02  | Robin Francis Regno Unito                                             | 4:08,06  | Eric Shanteau Stati Uniti                                               | 4:08,94  |
| Staffette                    |                                                                    |          |                                                                       |          |                                                                         |          |
| 4x100 m stile libero (07.10) | Stati Uniti Nick Brunelli Neil Walker Nate Dusing Jason Lezak      | 3:09,96  | Brasile César Cielo Thiago Pereira Christiano Santos Nicholas Santos  | 3:12,73  | Canada Michael Mintenko Matthew Rose Adam Sioui Richard Say             | 3:13,62  |
| 4x200 m stile libero (08.10) | Stati Uniti Ryan Lochte Chad Carvin Daniel Ketchum Justin Mortimer | 7:03,71  | Australia Nicholas Sprenger Andrew Mewing Brendan Hughes Joshua Krogh | 7:03,78  | Brasile Rodrigo Castro Thiago Pereira Rafael Mosca Lucas Salatta        | 7:06,64  |
| 4x100 m misti (11.10)        | Stati Uniti Aaron Peirsol Brendan Hansen Ian Crocker Jason Lezak   | 3:25,09  | Australia Matthew Welsh Brenton Rickard Andrew Richards Andrew Mewing | 3:29,72  | Russia Arkadi Viachanin Andrej Ivanov Nikolai Skvortsov Andrei Kapralov | 3:32,11  |

### Donne
| Evento                       | Oro                                                                     | Tempo   | Argento                                                                         | Tempo   | Bronzo                                                                | Tempo   |
| Stile libero                 |                                                                         |         |                                                                                 |         |                                                                       |         |
| 50 m (11.10)                 | Marleen Veldhuis Paesi Bassi                                            | 24,41 s | Lisbeth Lenton Australia                                                        | 24,54 s | Therese Ashammar Svezia                                               | 24,63 s |
| 100 m (09.10)                | Lisbeth Lenton Australia                                                | 52,67   | Josefin Lillhage Svezia                                                         | 53,56   | Marleen Veldhuis Paesi Bassi                                          | 53,88   |
| 200 m (11.10)                | Josefin Lillhage Svezia                                                 | 1:56,35 | Lindsay Benko Stati Uniti                                                       | 1:56,48 | Dana Vollmer Stati Uniti                                              | 1:58,05 |
| 400 m (09.10)                | Kaitlin Sandeno Stati Uniti                                             | 4:02,01 | Sara McLarty Stati Uniti                                                        | 4:04,49 | Sachiko Yamada Giappone                                               | 4:04,64 |
| 800 m (08.10)                | Sachiko Yamada Giappone                                                 | 8:18,21 | Kate Ziegler Stati Uniti                                                        | 8:20,55 | Melissa Gorman Australia                                              | 8:25,38 |
| Dorso                        |                                                                         |         |                                                                                 |         |                                                                       |         |
| 50 m (11.10)                 | Haley Cope Stati Uniti                                                  | 27,49   | Gao Chang Cina                                                                  | 27,55   | Sophie Edington Australia                                             | 28,17   |
| 100 m (08.10)                | Haley Cope Stati Uniti                                                  | 59,03   | Gao Chang Cina                                                                  | 59,61   | Sophie Edington Australia                                             | 59,64   |
| 200 m (09.10)                | Margaret Hoelzer Stati Uniti                                            | 2:05,84 | Tayliah Zimmer Australia                                                        | 2:08,05 | Melissa Ingram Nuova Zelanda                                          | 2:08,54 |
| Rana                         |                                                                         |         |                                                                                 |         |                                                                       |         |
| 50 m (08.10)                 | Brooke Hanson Australia                                                 | 30,20   | Jade Edmistone Australia                                                        | 30,21   | Tara Kirk Stati Uniti                                                 | 30,61   |
| 100 m (10.10)                | Brooke Hanson Australia                                                 | 1:05,36 | Jade Edmistone Australia                                                        | 1:05,97 | Tara Kirk Stati Uniti                                                 | 1:06,33 |
| 200 m (11.10)                | Brooke Hanson Australia                                                 | 2:21,68 | Amanda Beard Stati Uniti                                                        | 2:22,53 | Sarah Katsoulis Australia                                             | 2:22,97 |
| Farfalla                     |                                                                         |         |                                                                                 |         |                                                                       |         |
| 50 m (09.10)                 | Jenny Thompson Stati Uniti                                              | 25,89   | Anna-Karin Kammerling Svezia                                                    | 26,02   | Lisbeth Lenton Australia                                              | 26,553  |
| 100 m (11.10)                | Martina Moravcová Slovacchia                                            | 57,38   | Rachel Komisarz Stati Uniti                                                     | 57,85   | Jenny Thompson Stati Uniti                                            | 58,13   |
| 200 m (07.10)                | Kaitlin Sandeno Stati Uniti                                             | 2:06,95 | Mary Descenza Stati Uniti                                                       | 2:07,79 | Audrey Lacroix Canada                                                 | 2:08,35 |
| Misti                        |                                                                         |         |                                                                                 |         |                                                                       |         |
| 100 m (09.10)                | Brooke Hanson Australia                                                 | 1:00,01 | Shayne Reese Australia                                                          | 1:00,92 | Martina Moravcová Slovacchia                                          | 1:00,95 |
| 200 m (10.10)                | Brooke Hanson Australia                                                 | 2:09,81 | Lara Carroll Australia                                                          | 2:10,58 | Katie Hoff Stati Uniti                                                | 2:10,61 |
| 400 m (07.10)                | Kaitlin Sandeno Stati Uniti                                             | 4:30,12 | Katie Hoff Stati Uniti                                                          | 4:33,09 | Lara Carroll Australia                                                | 4:35,46 |
| Staffette                    |                                                                         |         |                                                                                 |         |                                                                       |         |
| 4x100 m stile libero (10.10) | Stati Uniti Amanda Weir Kara Lynn Joyce Lindsay Benko Jenny Thompson    | 3:35,07 | Svezia Josefin Lillhage Anna-Karin Kammerling Johanna Sjöberg Therese Alshammar | 3:35,83 | Australia Lisbeth Lenton Louise Tomlinson Danni Miatke Shayne Reese   | 3:36,18 |
| 4x200 m stile libero (07.10) | Stati Uniti Dana Vollmer Rachel Komisarz Lindsay Benko Kaitlin Sandeno  | 7:47,72 | Australia Lisbeth Lenton Danni Miatke Louise Tomlinson Shayne Reese             | 7:51,39 | Svezia Ida Mattsson Johanna Sjöberg Josefin Lillhage Petra Granlund   | 7:54,39 |
| 4x100 m misti (09.10)        | Australia Sophie Edington Brooke Hanson Jessica Schipper Lisbeth Lenton | 3:54,95 | Stati Uniti Haley Cope Tara Kirk Jenny Thompson Kara Lynn Joyce                 | 3:55,68 | Svezia Therese Svendsen Sara Larsson Johanna Sjöberg Josefin Lillhage | 4:01,76 |

## Medagliere
| Posiz. | Nazione       | Oro | Argento | Bronzo | Totale |
| ------ | ------------- | --- | ------- | ------ | ------ |
| 1      | Stati Uniti   | 21  | 9       | 10     | 44     |
| 2      | Australia     | 7   | 14      | 7      | 28     |
| 3      | Gran Bretagna | 2   | 3       | 0      | 5      |
| 4      | Russia        | 2   | 0       | 2      | 4      |
| 5      | Svezia        | 1   | 4       | 4      | 9      |
| 6      | Brasile       | 1   | 1       | 3      | 5      |
| 7      | Germania      | 1   | 1       | 1      | 3      |
| 8      | Giappone      | 1   | 0       | 1      | 2      |
| 8      | Paesi Bassi   | 1   | 0       | 1      | 2      |
| 8      | Slovacchia    | 1   | 0       | 1      | 2      |
| 8      | Slovenia      | 1   | 0       | 1      | 2      |
| 8      | Tunisia       | 1   | 0       | 1      | 2      |
| 13     | Cina          | 0   | 2       | 1      | 3      |
| 14     | Canada        | 0   | 1       | 3      | 4      |
| 15     | Romania       | 0   | 1       | 1      | 2      |
| 16     | Italia        | 0   | 1       | 0      | 1      |
| 16     | Algeria       | 0   | 1       | 0      | 1      |
| 18     | Kazakistan    | 0   | 0       | 2      | 2      |
| 19     | Croazia       | 0   | 0       | 1      | 1      |
| 19     | Nuova Zelanda | 0   | 0       | 1      | 1      |